# Кытмановский район
Кы́тмановский райо́н — административно-территориальное образование (сельский район) и муниципальное образование (муниципальный район) в Алтайском крае России.
Административный центр — село Кытманово, расположенное в 170 км от краевого центра, города Барнаул.

## География
Район расположен на северо-востоке края. Рельеф определяют Бийско-Чумышская возвышенность и предсалаирская равнина. Добывается щебень, известняк.
На территории района расположены озёра — Чёрное, Осинное, Крюшное, Перемешное, Большая Восьмёрка, Малая Восьмёрка, Ельничное, Верблюжье, Обухово, Линево. Реки — Чумыш, Сунгай, Тараба, Хараба.
Площадь — 2540 км².
Климат континентальный. Средняя температура января −19,2°С, июля +18°С. Годовое количество атмосферных осадков — 437 мм.
Растут берёза, тополь, сосна, кедр, клён. Обитают волк, медведь, лиса, заяц, лось, барсук, суслик, крот, белка, бобр, ондатра, норка.

## История
Образован в 1924 году под названием Верх-Чумышский район. 10 апреля 1933 года постановлением ВЦИК «Об изменениях в административном делении Западносибирского края» переименован в Кытмановский район.

## Население
| 1959    | 1996    | 1997    | 1998    | 1999    | 2000    | 2001    | 2002    | 2003    |
| ------- | ------- | ------- | ------- | ------- | ------- | ------- | ------- | ------- |
| 29 247  | ↘19 300 | ↘19 000 | ↘18 800 | ↘18 600 | ↘18 300 | ↘18 000 | ↘17 500 | ↘17 139 |
| 2004    | 2005    | 2006    | 2007    | 2008    | 2009    | 2010    | 2011    | 2012    |
| ↘16 778 | ↘16 387 | ↘16 182 | ↘16 023 | ↘15 741 | ↘15 610 | ↘13 896 | ↘13 862 | ↘13 545 |
| 2013    | 2014    | 2015    | 2016    | 2017    | 2018    | 2019    | 2020    | 2021    |
| ↘13 235 | ↘12 964 | ↘12 727 | ↘12 610 | ↘12 545 | ↘12 384 | ↘12 148 | ↘11 857 | ↘10 104 |

### Национальный состав[16]
| национальность | мужчин | женщин | всего  | %    |
| -------------- | ------ | ------ | ------ | ---- |
| русские        | 7 440  | 8 162  | 15 602 | 90,4 |
| немцы          | 509    | 566    | 1 075  | 6,2  |
| украинцы       | 71     | 81     | 152    | 0,9  |
| армяне         | 52     | 46     | 98     | 0,57 |
| татары         | 36     | 23     | 59     | 0,34 |
| чеченцы        | 18     | 13     | 31     | 0,18 |
| шорцы          | 9      | 20     | 29     | 0,17 |
| белорусы       | 6      | 16     | 22     | 0,13 |
| итого:         | 8 229  | 9 028  | 17 257 | 100  |

## Административно-муниципальное устройство
Кытмановский район с точки зрения административно-территориального устройства края включает 10 административно-территориальных образований — 10 сельсоветов.
Кытмановский муниципальный район в рамках муниципального устройства включает 10 муниципальных образований со статусом сельских поселений:
| №  | Сельское поселение            | Административный центр | Количество населённых пунктов | Население (чел.) | Площадь (км²) |
| -- | ----------------------------- | ---------------------- | ----------------------------- | ---------------- | ------------- |
| 1  | Дмитро-Титовский сельсовет    | село Дмитро-Титово     | 2                             | ↗953             | 171,31        |
| 2  | Кытмановский сельсовет        | село Кытманово         | 7                             | ↘4258            | 540,00        |
| 3  | Новотарабинский сельсовет     | село Новая Тараба      | 2                             | ↘590             | 199,14        |
| 4  | Октябрьский сельсовет         | посёлок Октябрьский    | 3                             | ↘1201            | 251,75        |
| 5  | Порошинский сельсовет         | село Порошино          | 1                             | ↘401             | 149,61        |
| 6  | Семёно-Красиловский сельсовет | село Семёно-Красилово  | 5                             | ↘825             | 360,99        |
| 7  | Сунгайский сельсовет          | село Сунгай            | 4                             | ↘570             | 228,10        |
| 8  | Тягунский сельсовет           | село Тягун             | 7                             | ↘1416            | 332,20        |
| 9  | Тяхтинский сельсовет          | село Тяхта             | 1                             | ↗522             | 86,18         |
| 10 | Червовский сельсовет          | село Червово           | 1                             | ↘478             | 220,76        |

В 2009 году Октябрьский и Черкасовский сельсовет объединены в муниципальное образование Октябрьский сельсовет. В 2010 году Заречный сельсовет объединён с Тягунским сельсоветом. В 2011 году Отрадненский сельсовет объединён с Семено-Красиловским сельсоветом, а Петрушихинский и Сосново-Логовский сельсоветы объединены с Кытмановским сельсоветом.

### Населённые пункты
В Кытмановском районе 33 населённых пункта:
| №  | Населённый пункт | Тип     | Население | Сельское поселение            |
| -- | ---------------- | ------- | --------- | ----------------------------- |
| 1  | Беспалово        | село    | ↘140      | Тягунский сельсовет           |
| 2  | Врублёвский      | посёлок | →3        | Сунгайский сельсовет          |
| 3  | Дмитро-Титово    | село    | ↘1028     | Дмитро-Титовский сельсовет    |
| 4  | Заречное         | село    | ↘224      | Тягунский сельсовет           |
| 5  | Калиновский      | посёлок | ↘79       | Дмитро-Титовский сельсовет    |
| 6  | Каменка          | село    | ↗177      | Семёно-Красиловский сельсовет |
| 7  | Курья            | село    | ↘126      | Кытмановский сельсовет        |
| 8  | Кытманово        | село    | ↘3298     | Кытмановский сельсовет        |
| 9  | Кытманушка       | посёлок | ↗245      | Тягунский сельсовет           |
| 10 | Ларионово        | село    | ↘35       | Тягунский сельсовет           |
| 11 | Мишиха           | село    | ↘3        | Сунгайский сельсовет          |
| 12 | Новая Тараба     | село    | ↘663      | Новотарабинский сельсовет     |
| 13 | Новодуплинка     | посёлок | →51       | Тягунский сельсовет           |
| 14 | Новокытманово    | село    | ↘56       | Новотарабинский сельсовет     |
| 15 | Новоозёрное      | село    | ↘184      | Тягунский сельсовет           |
| 16 | Новохмелёвка     | село    | ↘100      | Семёно-Красиловский сельсовет |
| 17 | Октябрьский      | посёлок | ↘966      | Октябрьский сельсовет         |
| 18 | Отрадное         | село    | ↘215      | Семёно-Красиловский сельсовет |
| 19 | Петрушиха        | село    | ↘221      | Кытмановский сельсовет        |
| 20 | Порошино         | село    | ↘401      | Порошинский сельсовет         |
| 21 | Семёно-Красилово | село    | ↘493      | Семёно-Красиловский сельсовет |
| 22 | Сосновый Лог     | село    | ↘514      | Кытмановский сельсовет        |
| 23 | Старая Тараба    | село    | ↘377      | Кытмановский сельсовет        |
| 24 | Сунгай           | село    | ↘626      | Сунгайский сельсовет          |
| 25 | Тягун            | село    | ↘630      | Тягунский сельсовет           |
| 26 | Тяхта            | село    | ↗522      | Тяхтинский сельсовет          |
| 27 | Улус-Тараба      | село    | ↘129      | Кытмановский сельсовет        |
| 28 | Усково           | село    | →56       | Семёно-Красиловский сельсовет |
| 29 | Усть-Бороуйск    | посёлок | ↘63       | Сунгайский сельсовет          |
| 30 | Целинный         | посёлок | ↗130      | Октябрьский сельсовет         |
| 31 | Червово          | село    | ↘478      | Червовский сельсовет          |
| 32 | Черкасово        | село    | ↘238      | Октябрьский сельсовет         |
| 33 | Ясашино          | село    | ↘0        | Кытмановский сельсовет        |

## Экономика
Основное направление экономики — сельское хозяйство. Развито производство зерна. На территории района находятся предприятия по производству сельхозпродукции, автотранспортные, бытовые, строительные коммунальные предприятия.

## Люди, связанные с районом
- Лазарев, Василий Григорьевич (1928—1990) — советский космонавт, родился в селе Порошино.
- Киреев, Семён Яковлевич (1916—1944) — Герой Советского Союза, уроженец села Червово. Работал учётчиком, бухгалтером в Чистовском зерносовхозе Булаевского района Северо-Казахстанской области. Похоронен в братской могиле в городе Питкяранта. Прах С. Я. Киреева перезахоронен в братское захоронение в городе Лодейное Поле.
- Корнев, Иван Фёдорович (1906—1990) — Герой Советского Союза, жил в селе Новокытманово, руководил местным колхозом.
- Красилов, Александр Семёнович (1923—1943) — Герой Советского Союза, уроженец села Старая Тараба.
- Терехов, Филипп Филиппович (1903—1942) — Герой Советского Союза, уроженец села Новокытманово.
- Черемнов, Леонтий Арсентьевич (1903—1942) — Герой Советского Союза, уроженец села Старая Тараба.
- Шишкин, Михаил Владимирович (1922—1943) — Герой Советского Союза, уроженец села Тяхта.
- Яркин, Иван Петрович (1919—1944) — Герой Советского Союза, жил в селе Новая Тараба и Кытманово в 1925—1935 гг., в 1937—1939 гг. работал учителем в Новониколаевской начальной школе в Кытмановском районе.
- Мерзляков, Иван Гаврилович (1922—1945) — Полный Кавалер Ордена Славы, родился в селе Усково Кытмановского района Алтайского края. Работал трактористом в колхозе «Путь Ленина». Похоронен на кладбище города Прошовице.
- Морозов, Григорий Сергеевич (1902—1984) — Полный Кавалер Ордена Славы, родился в селе Новохмелёвка Барнаульского уезда Томской губернии (в настоящее время Кытмановский район Алтайского края).
- Параскун, Василий Кириллович (1924—1999) — Полный Кавалер Ордена Славы, родился в селе Усть-Бороуйск Сунгайского сельсовета, работал агрономом в колхозе им. Карла Маркса, похоронен на кладбище села Сунгай.